# پولیکارپو پاز گارسیا
پولیکارپو خوان پاز گارسیا (انگلیسی: Policarpo Juan Paz García)؛ زادهٔ ۷ دسامبر ۱۹۳۲ – درگذشتهٔ ۱۶ آوریل ۲۰۰۰) حاکم نظامی اهل هندوراس بود. او از ۷ اوت ۱۹۷۸ تا ۲۷ ژانویه ۱۹۸۲ رئیس‌جمهور هندوراس بود.